# Cuarteto de cuerda n.° 13 (Shostakóvich)

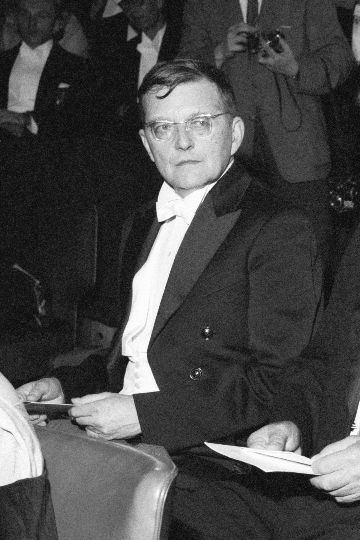
Dmitri-Shostakóvich -1958

El Cuarteto de cuerda n.º 13 en si bemol menor, op. 138, de Dmitri Shostakóvich fue concebido por primera vez en 1969 y completado en 1970 mientras Shostakóvich estaba recibiendo tratamiento en el Centro Científico Ruso Ilizarov de Traumatología y Ortopedia Restaurativa en Kurgan.
Fue estrenado por el Cuarteto Beethoven el 13 de décembre de 1970 en Leningrado. Está dedicado a Vadim Borissovski, violista del Cuarteto de Beethoven, pero fue sustituido en el estreno por Fyodor Droujinin. Shostakóvich había dedicado sus dos cuartetos anteriores a uno de los miembros del Cuarteto Beethoven, un conjunto que había estrenado la mayoría de sus obras para esta formación. Su violista, Vadim Borisovski, se acababa de jubilar y, por eso, Shostakóvich le dedicó su Decimotercer Cuarteto. Le sustituyó para el estreno un alumno de Borisovski, el compositor y violista Fiódor Drujinin, quien llamó a este cuarteto el "himno a la viola".

## Estructura
El cuarteto n.º 13 se compone de un solo movimiento, un Adagio de aproximadamente 20 minutos, marcado como Adagio - Doppio movimento - Tempo primo, con la indicación "tocar en un suspiro". Es el único cuarteto del ciclo que consiste en un solo movimiento.
Como en el Cuarteto de cuerda n.º 12, Shostakóvich utiliza, de manera indirecta, elementos de la música serial prohibida en la URSS. La viola, instrumento del dedicatario, presenta inicialmente una serie de terceras menores en forma de lamento, que se desarrolla de manera fugaz por los cuatro instrumentos, dando la impresión de una ceremonia fúnebre. Sigue el Doppio movimento que introduce una lenta progresión dinámica que de repente explota en pizzicatos. Se instala entonces un clima nocturno, en un canto ondulante entre los violines y la viola. Una nueva marcha reúne los cuatro instrumentos. El ritmo entonces se vuelve obsesivo, los cuatro instrumentos despliegan diferentes acordes de novenas menores antes de dispersarse en pizzicatos. El final del cuarteto está marcado por un ostinato que dura 140 compases, como un lento latido que se desvanece en un lamento atemporal.Esta obra oscura, inquietante pero altamente innovadora ilustra la nueva voz que Shostakóvich había encontrado en sus últimos cuartetos. 

## Discografía selectiva
- Cuarteto Borodin, cuartetos de cuerda completos de Shostakóvich, de Melodiya / BMG, 1997.